# Авеленго
Авеле́нго (итал. Avelengo), также Ха́флинг (нем. Hafling) — коммуна в Италии, располагается в области Трентино-Альто-Адидже, в провинции Больцано.
Население коммуны составляет 739 человек (2011), плотность населения составляет 26 чел./км². Занимает площадь 27 км². Почтовый индекс — 39010. Телефонный код — 0473.
Покровителем коммуны почитается святой Иоанн Креститель, празднование 24 июня.

## Демография
По состоянию на 2011 год, 97,58 % жителей коммуны назвали родным языком немецкий, 2,42 % жителей — итальянский. Перепись не зафиксировала носителей ладинского языка среди населения.
Динамика населения: